# Eichbach (Weibersbach)
Der Eichbach ist der rechte Quellbach des Weibersbaches im hessischen Main-Kinzig-Kreis und bayerischen Landkreis Aschaffenburg.

## Geographie

### Verlauf
Der Eichbach entspringt in Hessen auf dem Gelände des zu Freigericht gehörenden Hof Trages. Dort speist er die künstlich angelegten Wasserhindernisse auf dem Golfplatz. Er fließt entlang des Goldberges in östliche Richtung nach Albstadt, wo er sich an den Sportplätzen mit der längeren und wasserreicheren Wehmig zum Weibersbach vereinigt.

### Zuflüsse
- Langer Grundbach (rechts)

### Flusssystem Kahl
- Liste der Fließgewässer im Flusssystem Kahl

## Einzelnachweise

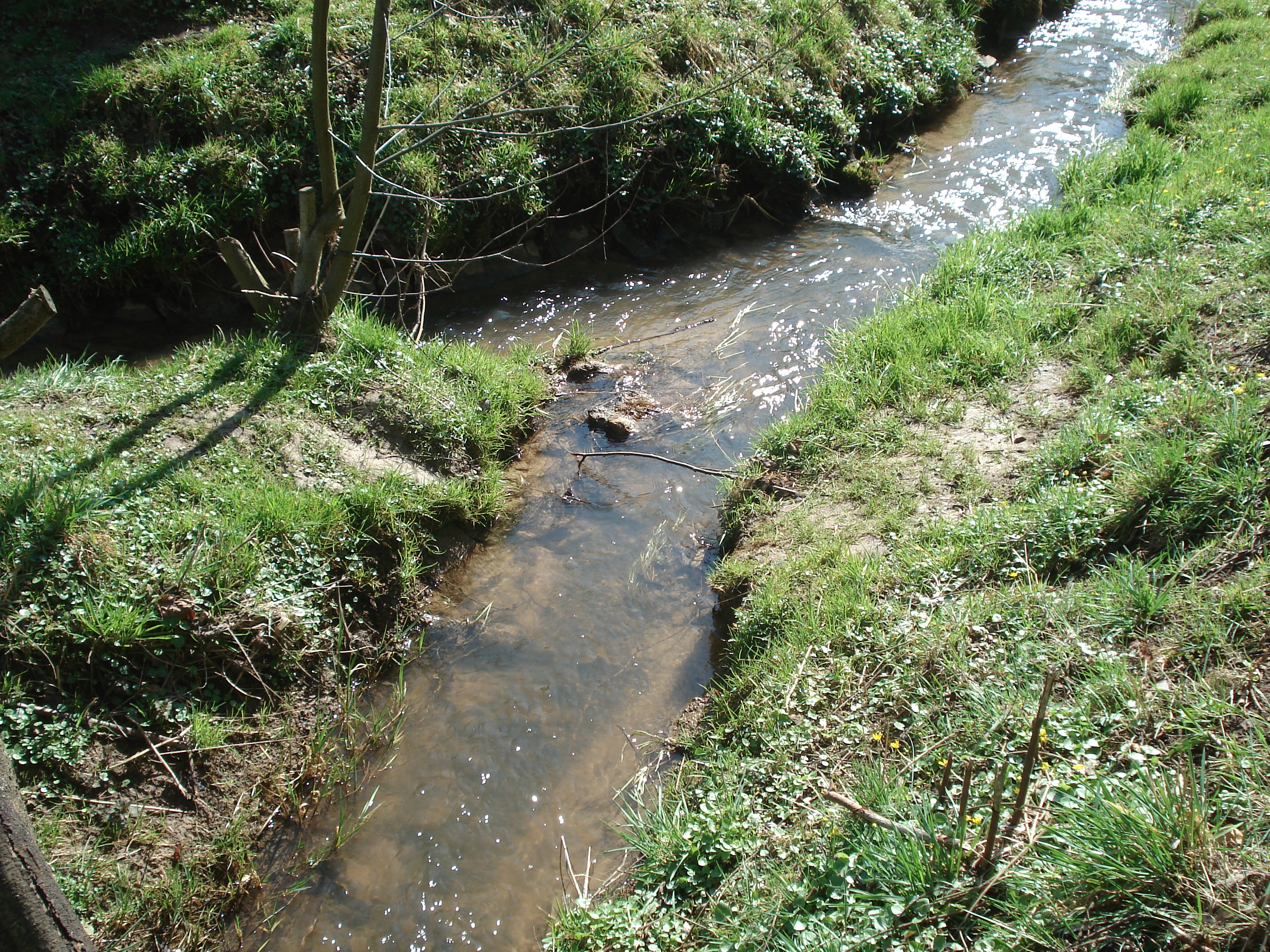
Der Eichbach vereinigt sich mit der Wehmig (links) zum Weibersbach